# Brookwood (Alabama)
Brookwood es un pueblo ubicado en el condado de Tuscaloosa en el estado estadounidense de Alabama. En el censo de 2000, su población era de 1483. 

## Demografía
En el 2000 la renta per cápita promedia del hogar era de $ 40.104$, y el ingreso promedio para una familia era de 46.071$. El ingreso per cápita para la localidad era de 18.670$. Los hombres tenían un ingreso per cápita de 38.929$ contra 23.571$ para las mujeres.

## Geografía
Brookwood está situado en 33°14′21″N 87°19′11″O / 33.23917, -87.31972 (33.239110, -87.319746).
Según la Oficina del Censo de los EE. UU., la ciudad tiene un área total de 8.19 millas cuadradas (21.21 km ²).